# مراموراتس
مراموراتس (به صربی: Mramorac) یک منطقهٔ مسکونی در صربستان است که در اسمدرفسکا پلانکا واقع شده‌است. مراموراتس ۵۵۳ نفر جمعیت دارد و ۲۷۳ متر بالاتر از سطح دریا واقع شده‌است.